# Aftokinitodromos 21
Der Aftokinitodromos 21 / Αυτοκινητόδρομος 21 (griechisch für ‚Autobahn 21‘) ist eine geplante griechische Autobahn. Sie soll von der bulgarischen Grenze bei Ormenio zur Autobahn 2 bei Ardanio führen und dabei die bestehenden Nationalstraßen 51 und 52 ersetzen.